# Cruiser Mk III
O Cruiser Mk III foi um "Tanque Cruzador" do exército britânico, e seu design foi utilizado posteriormente no Cruiser Mk IV pois o "Mk III" não ficou muito tempo em serviço por causa de sua blindagem muito fraca sendo utilizado para treinos.